# Traditio Apostolica
Traditio apostolica ist die traditionelle Bezeichnung einer frühen, ursprünglich in griechischer Sprache verfassten Kirchenordnung, die im 20. Jahrhundert meistens Hippolyt von Rom zugeschrieben wurde; diese Zuschreibung wird aber seit längerem nicht mehr aufrechterhalten. In der älteren Literatur sind auch die Bezeichnungen als Ägyptische Kirchenordnung zu finden; teilweise heißt das Werk auch Kirchenordnung des Hippolyt (insbesondere in der TRE) oder kurz KOHipp.
In der Traditio apostolica werden Aufgaben und Funktionen des Bischofs, Presbyters und Diakons in der christlichen Gemeinde sowie deren Weihe dargestellt. Die Kirchenordnung behandelt ferner die Stände der Witwen, Lektoren, Jungfrauen und Subdiakone, die Vorbereitung und Durchführung der Taufe sowie der Eucharistie und das Osterfest. Aufgrund der Anzahl und Art früher Übersetzungen liegt es nahe, dass die Traditio apostolica in der Spätantike rund um das östliche Mittelmeer und bis Äthiopien verbreitet war. Sie gilt als sehr wichtige Quelle für die Kirchen- und Liturgiegeschichte; bei der Liturgiereform nach dem Zweiten Vatikanischen Konzil wurde auch auf dieses Werk zurückgegriffen, unter anderem für den Text des Hochgebets bei der Bischofsweihe.
Entstehungsort und -zeit der anonymen Sammlung sind umstritten; eine Klärung gilt als dringliche, aber auch „kaum lösbare“ Aufgabe der kirchengeschichtlichen Forschung. Sollte der Text, wie unter anderem Eduard Schwartz argumentierte, wirklich von Hippolyt von Rom geschrieben worden sein, wäre eine Entstehung in Rom zwischen ca. 215 und 235 anzunehmen. Andernfalls ist aber auch eine deutlich spätere Entstehung an anderen Orten möglich. Daher wird in der Forschung überwiegend angenommen, dass über Ort und Zeit der Entstehung keine sicheren Aussagen getroffen werden können.

## Entstehung und Überlieferung

### Überlieferung
Der griechische Urtext ist bis auf Bruchstücke verloren, es existieren jedoch je eine lateinische, sahidische, bohairische, und arabische sowie zwei äthiopische Übersetzungen. Von den beiden äthiopischen Übersetzungen war lange nur eine bekannt, die auf der arabischen Übersetzung basiert; erstmals 2011 publiziert wurde eine zweite äthiopische Übersetzung, die direkt auf die griechische Fassung zurückgeht und zugleich deutlich vollständiger ist als die in der Forschung am stärksten genutzte lateinische Fassung.
Neben diesen Übersetzungen sind Teile des Textes in die sogenannte Epitome (eine Kurzfassung der Apostolischen Konstitutionen), in das Testamentum Domini und in die Canones Hippolyti übernommen worden. Die erhaltenen Handschriften der Übersetzungen überliefern die Traditio apostolica oft zusammen mit diesen von ihr abhängigen Werken und/oder anderen Kirchenordnungen, wobei Anfang bzw. Ende des Textes oft nur schwer auszumachen sind.
Alle Fassungen weichen in Länge und Wortlaut voneinander ab; teilweise sind Interpolationen offensichtlich. Es ist davon auszugehen, dass der Text mehrfach überarbeitet wurde, schon bevor die ältesten erhaltenen Textzeugen angefertigt wurden. Auch die Reihenfolge, in der einzelne Teile des Werkes stehen, schwankt.

### Titel und Autorschaft

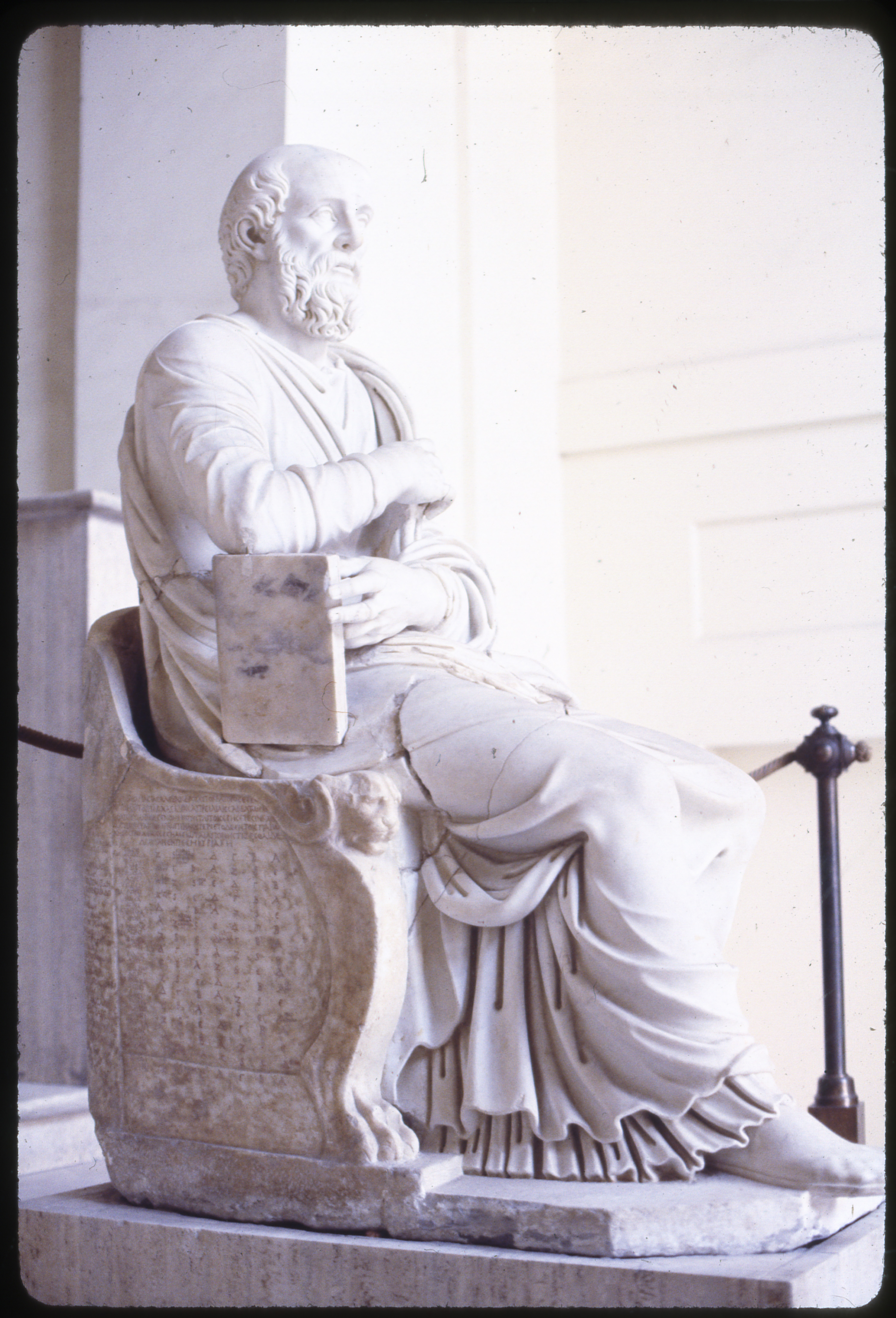
Sogenannte Hippolytstatue vom ager Veranus. Seit 1959 ist sie vor der Biblioteca Apostolica Vaticana aufgestellt.

Die erhaltenen Handschriften nennen weder einen Titel noch einen Verfasser. Allerdings kann die Erwähnung einer apostolica traditio im Epilog der lateinischen Fassung so verstanden werden, dass damit der Titel mindestens dieser Fassung gemeint war. Andererseits gibt das sogenannte Ochrid-Fragment als Quelle eines Zitats aus der Traditio an, diese sei aus gewissen διατάξεις τῶν αγίων ἀποστόλων (‚Ordnungen der heiligen Apostel‘) entnommen, was sich als Titel des verlorenen Originals verstehen lässt, aber nicht zwingend so gelesen werden muss.
Die traditionelle Zuschreibung zu Hippolyt hat sich stark auf die Interpretation einer antiken Statue als Darstellung des Hipployt gestützt. Diese Statue wurde 1551 in Rom aufgefunden. Auf der rechten Seite sind auf Griechisch eine Ostertafel und eine Liste von Werktiteln eingemeißelt. Ersteres passt gut zu einer durch Eusebius erwähnten (wenngleich verlorenen) Schrift des Hippolyt mit dem Titel Canon paschalis. Die Tafel beginnt mit dem Ostertermin des Jahres 222, also zu Hippolyts Lebzeiten. Unter den aufgezählten Werken trägt eines den Titel ΑΠΟΣΤΟΛΙΚΗ ΠΑΡΑΔΟΣΙΣ, was der erwähnten apostolica traditio im Epilog der lateinischen Fassung des Werkes entspricht. Auch zwei direkt bzw. indirekt von der Traditio apostolica abhängige Werke (nämlich die Canones Hippolyti und die Epitome Hippolyti) nennen Hippolyt jeweils als ihren Verfasser, was durch Hippolyts Autorschaft an der Vorlage erklärt werden könnte. 
Gegen die Identifikation der Statue als Darstellung des Hippolyt spricht, dass der antike Teil der Statue eine Frau darstellt. Der bärtige Kopf hingegen ist eine moderne Ergänzung. Die Liste der Titel, die im Sockel eingemeißelt ist, nennt Hippolyt nicht beim Namen; sie überlappt teilweise mit den auch sonst belegten Werken Hippolyts, teils aber auch nicht. Es könnte sich also auch um eine Art Bibliothekskatalog statt einer Werkbibliographie handeln. Auch wenn der Katalog als Beleg für Hippolyts Autorschaft an einem Werk mit dem Titel ΑΠΟΣΤΟΛΙΚΗ ΠΑΡΑΔΟΣΙΣ verstanden wird, bleibt unklar, ob damit die üblicherweise Traditio apostolica genannte Schrift gemeint ist und, wenn ja, welche Teile welcher Fassung des Textes auf Hippolyt zurückgehen. Auch die ab dem vierten Jahrhundert zu findenden Zuschreibungen der von der Traditio apostolica abhängigen Werke ändern an diesem Problem nichts; die Epitome Hippolyti nennt zwar Hippolyt, ist selbst aber von Buch acht der Apostolischen Konstitutionen abhängig, wo Clemens von Rom als Autor genannt wird. Allgemein ist Pseudepigraphie bei spätantiken Kirchenordnungen und Kanones-Sammlungen häufig zu beobachten. 
Wie bei anderen Werken dieser Art ist außerdem zu beachten, dass es sich bei der Traditio apostolica um eine Kompilation handelt, d. h. eine Zusammenstellung von Texten, die schon in älteren Sammlungen vorhanden waren und die anschließend in spätere übernommen wurden. Die Wiederholungen einzelner Passagen und die sprachlichen Brüche des Texts lassen sich als Kombination unterschiedlicher Vorlagen durch den Kompilator erklären, während dies bei Annahme eines einheitlichen Autors erklärungsbedürftig bliebe.